# Saan Ka Man Naroroon
Saan Ka Man Naroroon é uma telenovela filipina produzida e exibida pela ABS-CBN, cuja transmissão ocorreu em 1999.

## Elenco
- Claudine Barretto - Rosario de Villa / Rose Marie / Rosenda
- Rico Yan - Daniel
- Diether Ocampo - Bart
- Leandro Munoz - Joshua
- Gladys Reyes - Melissa
- G. Toengi - Althea
- Mylene Dizon - Karen
- Carlos Agassi - Richard